# Muriel (imię)
Muriel to żeńskie imię używane w Anglii, Francji oraz Irlandii. Jest to uproszczona wersja imienia Muirghea, które po irlandzku znaczy "jasne (lśniące) morze"; wywodzące się z celtyckiego muir – "morze", i geal – "jasny".

## Lista znanych osób noszących to imię
- Muriel Angelus (1909–2004) – brytyjska aktorka
- Muriel Barbery (ur. 1969) – francuska nowelistka
- Muriel Pavlow (1921–2019) – brytyjska aktorka
- Muriel Spark (1918–2006) – brytyjska pisarka